# Aage Bugge
Aage Bugge (26. marts 1874 i Ryde ved Holstebro – 12. december 1949 i Hareskovby) var en dansk arkitekt.
Hans forældre var sognepræst, sidst i Torrild og Vedsted, Georg Nicolai Bugge og Frederikke Marie født Olsen. Aage Bugge blev tømrersvend, gik på teknisk skole og blev i 1898 optaget på Kunstakademiet, hvor han gennemgik arkitektskolen og dekorationsskolen (under professorerne Ferdinand Meldahl og Martin Nyrop). Han var med det Larsen'ske Rejselegat på studierejser til Sverige, Tyskland og Norditalien 1903 og tog afgang som arkitekt 1907. I studietiden var han ansat på Nyrops tegnestue som medhjælper ved opførelsen af Københavns Rådhus 1897-1904 og derigennem fik han et grundigt håndværksmæssigt og teknisk kendskab til arkitektur. Som sin generation blev også Bugge præget af Nyrops nationalromantik.
Han drev egen tegnestue i København 1906-1922 og derefter i Varde indtil 1944. I Varde fulgte Bugge tidens stilretninger og arbejdede først i nyklassicismen og nærmede sig siden funktionalismen. Han var desuden en komptetent og pietetsfuld kirkerestaurator.
Bugge var også assistent ved Polyteknisk Læreanstalt 1905-1922, medlem af svendekommissionen i Varde samt medlem af provstetilsynet i Øster og Vester Horne herreder. 
Han blev gift 3. november 1905 i København med Franciska (Fanny) Møller (28. juli 1882 i Nordby, Fanø – 28. marts 1996 i Odense), datter af birkedommer på Fanø, senere byfoged i Præstø, Jacob Ferdinand Møller og Hansine Beate Ziemer. 
Hans urne findes på Hareskovby Kirkegård.

## Værker
- Villa for instrumentmager Søegren, Bernstorffsvej 128, Hellerup (1916, udvidet af samme 1919)[1]
- Præstegård i Lunde (1926)
- Handelsbanken, nu Danske Bank, Torvet i Varde (1928-29)
- Forsamlingshus i Hodde (1935)
- Nymindegab Kro (1937)
- Skole i Nørre Nebel (1940)
- Varde Bibliotek (1941, sammen med P. Riis Olsen)
- Helligåndskirken i Hvide Sande (1954, opført posthumt)
- Talrige restaureringer af kirker og kirkeinventar, bl.a. større restaureringer i Hostrup Kirke (1926); Kerte Kirke på Fyn (1930); Tjæreborg Kirke (1938) og Jerne Kirke i Sydvestjylland (1942)